# (6319) Beregovoj
(6319) Beregovoj es un asteroide perteneciente al cinturón de asteroides, descubierto el 19 de noviembre de 1990 por Eric Walter Elst desde el Observatorio de La Silla, Chile.

## Designación y nombre
Designado provisionalmente como 1990 WJ3. Fue nombrado Beregovoj en honor al cosmonauta ruso Georgij Beregovoj que en octubre del año 1968 orbitó la Tierra 64 veces en una nave Soyuz 3 aterrizando posteriormente en Karaganda. También realizó maniobras espaciales externas sobre la nave espacial Soyuz 2. Es autor de más de 300 artículos científicos, siempre puso énfasis en la importancia del papel del factor humano en vuelos cósmicos. Fue miembro del comité organizador de las reuniones internacionales en el año 1995 "Consecuencias ecológicas de la colisión de cuerpos pequeños del sistema solar con la Tierra". Sus esfuerzos condujeron a la adquisición por parte del gobierno ruso de un avión militar para su uso en la expedición número 37 de Vanavara-Tunguska, y esperaba participar en esta exploración del sitio donde hubo un impacto en el año 1.908. Por desgracia, murió de forma inesperada durante el tratamiento médico poco antes.

## Características orbitales
Beregovoj está situado a una distancia media del Sol de 2,266 ua, pudiendo alejarse hasta 2,455 ua y acercarse hasta 2,077 ua. Su excentricidad es 0,083 y la inclinación orbital 4,091 grados. Emplea 1245 días en completar una órbita alrededor del Sol.

## Características físicas
La magnitud absoluta de Beregovoj es 13,5. Tiene 4,61 km de diámetro y su albedo se estima en 0,363.